# PictBridge

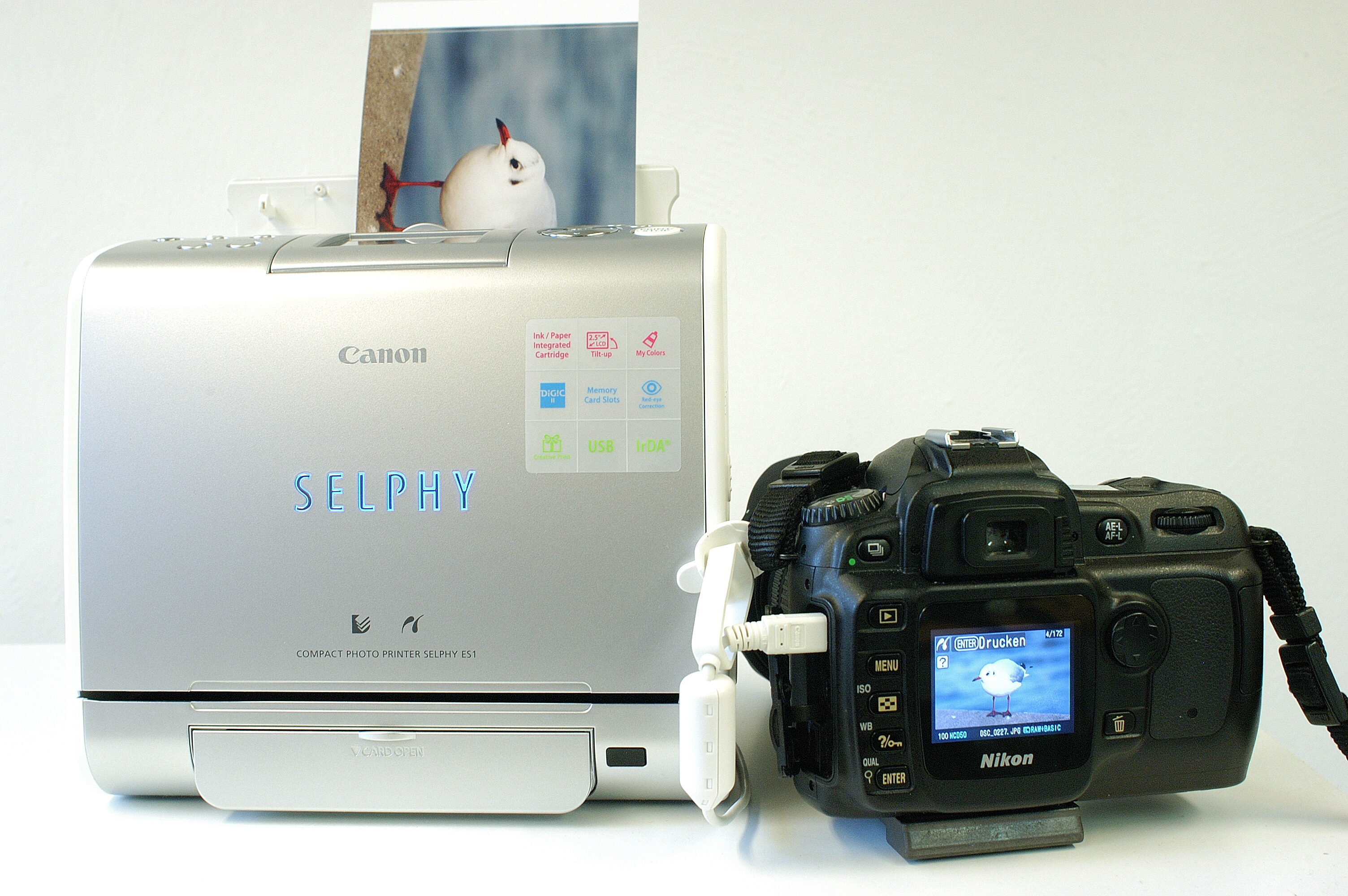

PictBridge is een open standaard van de Camera & Imaging Products Association (CIPA) voor het direct afdrukken van afbeeldingen.
Deze standaard maakt het mogelijk foto's van een digitale camera rechtstreeks door een printer te laten afdrukken. De camera hoeft dus niet aan een computer te worden gekoppeld om de foto's te kunnen afdrukken. Zowel de camera als de printer moeten natuurlijk wel PictBridge ondersteunen. 
PictBridge maakt gebruik van USB (met een USB-kabel) of Bluetooth (draadloos) voor het fysieke transport en het Picture Transfer Protocol voor de dataoverdracht. 